# Wereldkampioenschappen tafeltennis 1981
De wereldkampioenschappen tafeltennis 1981 werden van 14 t/m 26 april gehouden in de Joegoslavische stad Novi Sad. Het was de 36e editie van het toernooi.
Op het programma stonden zeven onderdelen:
- Enkelspel mannen. Regerend kampioen was  Seiji Ono.
- Enkelspel vrouwen. Regerend kampioen was  Ge Xinai.
- Dubbelspel mannen. Regerend kampioenen waren  Anton Stipančić en  Dragutin Šurbek.
- Dubbelspel vrouwen. Regerend kampioenen waren  Zhang Deying en  Zhang Li.
- Gemengd dubbel. Regerend kampioenen waren  Liang Geliang en  Ge Xinai.
- Team mannen. Regerend kampioen was  Hongarije.
- Team vrouwen. Regerend kampioen was  China.

De winnaars mogen zich voor twee jaar wereldkampioen noemen. De verliezend finalist ontvangt de zilveren medaille. De verliezers van de halve finales ontvangen de bronzen medaille op de individuele onderdelen. Bij de teams wordt er wel om de bronzen plak gestreden door de verliezende halvefinalisten.

## Medailles

### Medaillewinnaars
| Onderdeel        | Goud                                                           | Zilver                                                                         | Brons                                                                     |
| Enkelspel (m)    | Guo Yuehua                                                     | Cai Zhenhua                                                                    | Stellan Bengtsson Dragutin Šurbek                                         |
| Enkelspel (v)    | Tong Ling                                                      | Cao Yanhua                                                                     | Lee Soo-ja Zhang Deying                                                   |
| Dubbel (m)       | Cai Zhenhua Li Zhenshi                                         | Guo Yuehua Xie Saike                                                           | Patrick Birocheau Jacques Secrétin Anton Stipančić Dragutin Šurbek        |
| Dubbel (v)       | Cao Yanhua Zhang Deying                                        | Pu Qijuan Tong Ling                                                            | Huang Junqun Yan Guili An Hae-sook Hwang Nam-sook                         |
| Dubbel (gemengd) | Xie Saike Huang Junqun                                         | Chen Xinhua Tong Ling                                                          | Huang Liang Pu Qijuan Dragutin Šurbek Branka Batinić                      |
| Team (m)         | China Cai Zhenhua Guo Yuehua Shi Zhihao Wang Huiyuan Xie Saike | Hongarije Gábor Gergely István Jónyer Tibor Klampár Tibor Kreisz Zsolt Kriston | Japan Hiroyuki Abe Hideo Gotoh Masahiro Maehara Seiji Ono Norio Takashima |
| Team (v)         | China Cao Yanhua Qi Baoxiang Tong Ling Zhang Deying            | Zuid-Korea An Hae-sook Hwang Nam-sook Kim Kyung-ja Lee Soo-ja                  | Noord-Korea Kim Gyong-sun Li Song-suk Pak Yung-sun                        |

### Medailleklassement
Dubbelparen uit verschillende landen gelden ieder als 0,5.
| Plaats | Land        | Goud | Zilver | Brons | Totaal |
| 1      | China       | 7    | 5      | 3     | 15     |
| 2      | Zuid-Korea  | 0    | 1      | 2     | 3      |
| 3      | Hongarije   | 0    | 1      | 0     | 1      |
| 4      | Joegoslavië | 0    | 0      | 3     | 3      |
| 5      | Frankrijk   | 0    | 0      | 1     | 1      |
| 5      | Japan       | 0    | 0      | 1     | 1      |
| 5      | Noord-Korea | 0    | 0      | 1     | 1      |
| 5      | Zweden      | 0    | 0      | 1     | 1      |
| Totaal | Totaal      | 7    | 7      | 12    | 26     |